# NGC 3231
NGC 3231 – gromada otwarta znajdująca się w gwiazdozbiorze Wielkiej Niedźwiedzicy. Odkrył ją John Herschel 3 kwietnia 1832 roku. Jest położona w odległości ok. 2,3 tys. lat świetlnych od Słońca.